# 林瑟雍
林瑟雍（：／ Lim Seul Ong；1987年5月11日—），常譯成任瑟雍，韓國團體2AM的成員，在隊中年紀排行第二。2010年，與成員鄭珍雲一同出演綜藝節目《我們結婚了第二季》固定嘉賓。同時，林瑟雍正式以演員出道，參演《個人取向》。

## 本名來源
슬옹(Seul Ong)名字的意思，是韓文「슬기롭고 옹골찬」(機智而堅壯)兩個形容詞各取第一個音，因此沒有對應的漢字。
2AM出道初期，大陸歌迷將其全名翻譯為「任瑟雍」，並被其他華語地區廣泛採用。2010年台灣環球唱片正式代理2AM台壓版專輯的發行時，為其他三名成員正名，唯獨他的名字被標記為「Lim Seul Ong」不作翻譯，而唱片公司亦部落格強調「已跟韓方確認過，Seul Ong的名字在韓文裡原本就沒有漢字」。
至於其姓氏「임」，可翻譯為「任(Im)」或「林(Lim—韓文中姓氏子音為L時不發音)」。至目前為止，並沒有統一説法，但是根據他本人在個人Twitter的寫法是「Lim」，可推測其姓氏的漢字可能是「林」而不是「任」。
總括來説，韓國已經開始認可其本名為「林슬옹」，但是在中港台等華語地區，不論是坊間、大眾媒體或歌迷，使用「任瑟雍」的情況仍然非常普遍，只有環球唱片和少數忠實歌迷認為其本名正寫是「林Seul Ong」。

## 音樂作品
所屬團體之共同作品，請參閱 2AM

### 合唱單曲
- 2010年6月3日 發行與IU共同合唱單曲《嘮叨》
- 2011年11月23日 發行與Clazzi 合唱單曲《How We Feel》
- 2012年6月22日 發行與團員昶旻共同合唱韓版仁醫OST《眼淚路》
- 2016年2月16日 發行與尹賢尚（朝鲜语：윤현상）合作單曲《On The Way To Love》
- 2016年7月7日 發行與Kisum合唱任意依戀OST《尋找差異》
- 2016年11月4日 發行與Red Velvet成員Joy合唱單曲《學會離別》
- 2020年6月17日 發行與Lovelyz成員Kei合唱單曲《女性朋友》
- 2024年3月1日 發行與李聖經合唱《換乘戀愛3》OST《希望離別再次照亮我們》

### 個人單曲
- 2013年9月17日：《Epitone Project－夏日,夜》
- 2014年5月22日：《月刊 尹鍾信 5月號－New You》
- 2015年5月22日：《NORMAL》
- 2015年11月20日：《Melatonin》
- 2016年4月8日：Mrs.Cop 2 OST Part.2《如果你是愛》
- 2017年1月7日：《那個瞬間》
- 2017年11月27日: 《너의 바다/Sea of Love》 [6]
- 2020年5月23日：KBS 結過一次了 OST Part.2《눈 감아도 눈을 떠도／當我閉上雙眼,睜開雙眼》

### 個人粉絲見面會及演唱會
- 2016年7月24日：在日本東京舉行「Seul Ong Live in TOKYO『Sound Check』」[7]

### 韓國音樂著作權協會登記
| KOMCA 登記名字 | 編號     | 歌曲  |
| -------------- | -------- | ----- |
| 임슬옹         | 10008531 | [ 8 ] |

## 演出作品

### 電視劇
- 2010年：MBC《個人取向》飾演 金泰勳
- 2010年：MBC《便當》飾演 秀哲
- 2011年：KBS《Dream High》（特別出演）
- 2011年：SBS《Welcome to the SHOW》與Nichkhun（2PM）、Sulli（F(x)）
- 2013年：KBS《天命：朝鮮版逃亡者故事》飾演 李峼
- 2013年：《無限動力》飾演 張勝在
- 2014年：MBC《Hotel King》飾演 鮮于賢
- 2015年：tvN《豪苟的愛》飾演 卞強鐵
- 2015年：NAVER TV《戀愛細胞2》飾演 朴泰俊
- 2016年：SBS《Mrs. Cop 2》飾演 吳勝日
- 2017年：Kth《愛娜啊，吃飯吧》飾演 朴志勇
- 2021年：SBS《Penthouse 3》（特別出演）
- 2024年：tvN《玩家2》飾演 申佑榮

### 電影
- 2010年《木吉他：20歲之歌Acoustic》飾演 少男志厚
- 2012年《26年》飾演 權正赫
- 2014年《春（朝鲜语：봄 (영화)）》飾演 單車青年
- 2016年《恐怖故事3：來自火星的少女（朝鲜语：무서운 이야기 3: 화성에서 온 소녀）》
- 2016年《父親的戰爭》
- 2017年《鄰家明星》

### MV
- 2008年 Mario〈我是你的〉
- 2010年 2winS〈Bleeding〉（與申珉熙合演）
- 2011年 Clazzi ft. Seulong <How We Feel>
- 2013年 林貞熙 <Luv is>

## 音樂劇
- 2017年《Mata Hari》[9]

## 綜藝節目
所屬團體之共同作品，請參閱 2AM

## 獎項
所屬團體之共同作品，請參閱 2AM
| 年份   | 日期    | 電視台 | 節目名稱 | 獲獎歌曲       | 排名         |
| ------ | ------- | ------ | -------- | -------------- | ------------ |
| 2010年 | 6月25日 | KBS2   | 音樂銀行 | 嘮叨 (IU&瑟雍) | 1位          |
| 2010年 | 6月27日 | SBS    | 人氣歌謠 | 嘮叨 (IU&瑟雍) | Mutizen Song |
| 2010年 | 7月2日  | KBS2   | 音樂銀行 | 嘮叨 (IU&瑟雍) | 1位          |

| 年份   | 日期    | 電視台 | 節目名稱       | 獎項       | 排名         |
| ------ | ------- | ------ | -------------- | ---------- | ------------ |
| 2011年 | 2月5日  | MBC    | 偶像明星運動會 | 50米自由泳 | 銀牌{34秒56} |
| 2012年 | 7月25日 | MBC    | 偶像明星運動會 | 跳遠       | 金牌{5米25}  |
| 2012年 | 7月25日 | MBC    | 偶像明星運動會 | 110米跨欄  | 銅牌{18秒99} |

## 外部連結
- 2AM韓國官方網站
- （日語）2AM日本官方網站 （页面存档备份，存于）
- 林瑟雍的X（前Twitter）
- 林瑟雍的Instagram帳戶
- 任瑟雍Cyworld （页面存档备份，存于）